# Картезианский монастырь Перта
Картезианский монастырь Перта (англ. Perth Charterhouse, Perth Priory; лат. Domus Vallis Virtutis ― Дом Долины Добродетели) ― бывший монастырь картезианцев в городе Перт, Шотландия. Единственный картезианский монастырь, когда-либо учреждённый в Шотландском королевстве, и один из последних построенных в нём монастырей, принадлежавших не нищенствующим орденам. Традиционно датой основания монастыря считается 1429 год. В 1569 году по велению властей его должны были закрыть, хотя так или иначе он оставался действующим вплоть до 1602 года. 

## Картезианский орден
Картезианский орден был основан в XI веке в монастыре Гранд-Шартрёз в Альпах. Картезианцы являются одним из наиболее аскетичных и суровых из всех европейских монашеских орденов. В первой половине XV века орден пользовался покровительство светских властей Англии. Арчибальд Дуглас, 4-й граф Дугласа предпринял попытку поспособствовать учреждению монастыря для них в 1419 году, однако успехом она не увенчалась. 

## Основание
Традиционной датой основания монастыря считается 1429 год. Тремя годами ранее, а именно 19 августа 1426 года, настоятель Гранд-Шартрёз, получив согласие Капитула картезианского ордена, санкционировал создание монастыря в Перте. Король Яков I потратил на возведение значительную часть дохода со своих владений, а также часть выкупа, причитавшегося с английской короны. Он также оказывал давление на других владетелей, чтобы те делали пожертвования. Цистерцианский монах Иоанн Бьютский отвечал за надзор за строительством монастыря.  Монастырь, возможно, был задуман как королевский мавзолей: здесь были захоронены король Шотландии Яков I (правил в 1424―1437), его супруга королева Джоан Бофорт (ок. 1404―1445) и королева Маргарита Тюдор (1489―1541), вдова Якова IV. Первый настоятель Перта, Освальд де Корда, вступил в должность 31 марта 1429 года. Освальд был баварцем, ранее служил викарием Гранд-Шартрёз; находясь там, он написал трактат о методике исправлений текстов. 

## Имущество
Монастырь был основан по инициативе короля Якова I, который указом от 31 марта 1429 года предоставил цистерцианцам ряд привилегий. Аббатство Купар-Ангус и Уильям Хей Эрролский подарили монастырю «из страха» церковь Эррола в Гоури; Купар Ангус был бывшим настоятелем, а Хей ― покровителем этой церкви. И Эррол, и аббатство пытались восстановить свои права на церковь после смерти Якова I. Монахи также получили пожертвования от зажиточных горожан Перта, которые, возможно, находились под тем же давлением.  К 1434 году монастырь обрел контроль над госпиталем Св. Марии Магдалины;  августинский монастырь св. Леонарда, недалеко от Перта, был распущен, а его имущество ― передано цистерцианцам. У короля также были планы забрать земли долины Глен Докарт у графа Атолла и передать их ордену. 

## Развитие
Братия монастыря в идеале должна была состоять из приора и двенадцати братьев ― по примеру Иисуса Христа и его двенадцати апостолов. Обычно этого правила старались придерживаться, однако, документ, датируемый 1478 годом, свидетельствует, что в это время в монастыре был приор, четырнадцать монахов-хористов, два конверза и один новиций. Вероятно, эту ситуацию следует считать отклонением от нормы. Известно, что к 1529 году братия вернулась к стандартному размеру. Однако к 1558 году здесь осталось всего десять братьев. 
Поскольку монастырь был единственным картезианским учреждением в Шотландии, место Перта в административной системе ордена была неустойчивым. Изначально он относился к провинции Пикардия; между 1456 и 1460 годами он был частью Английской провинции, но впоследствии был отнесён к провинции Женевы. 

## Реформация и роспуск монастыря

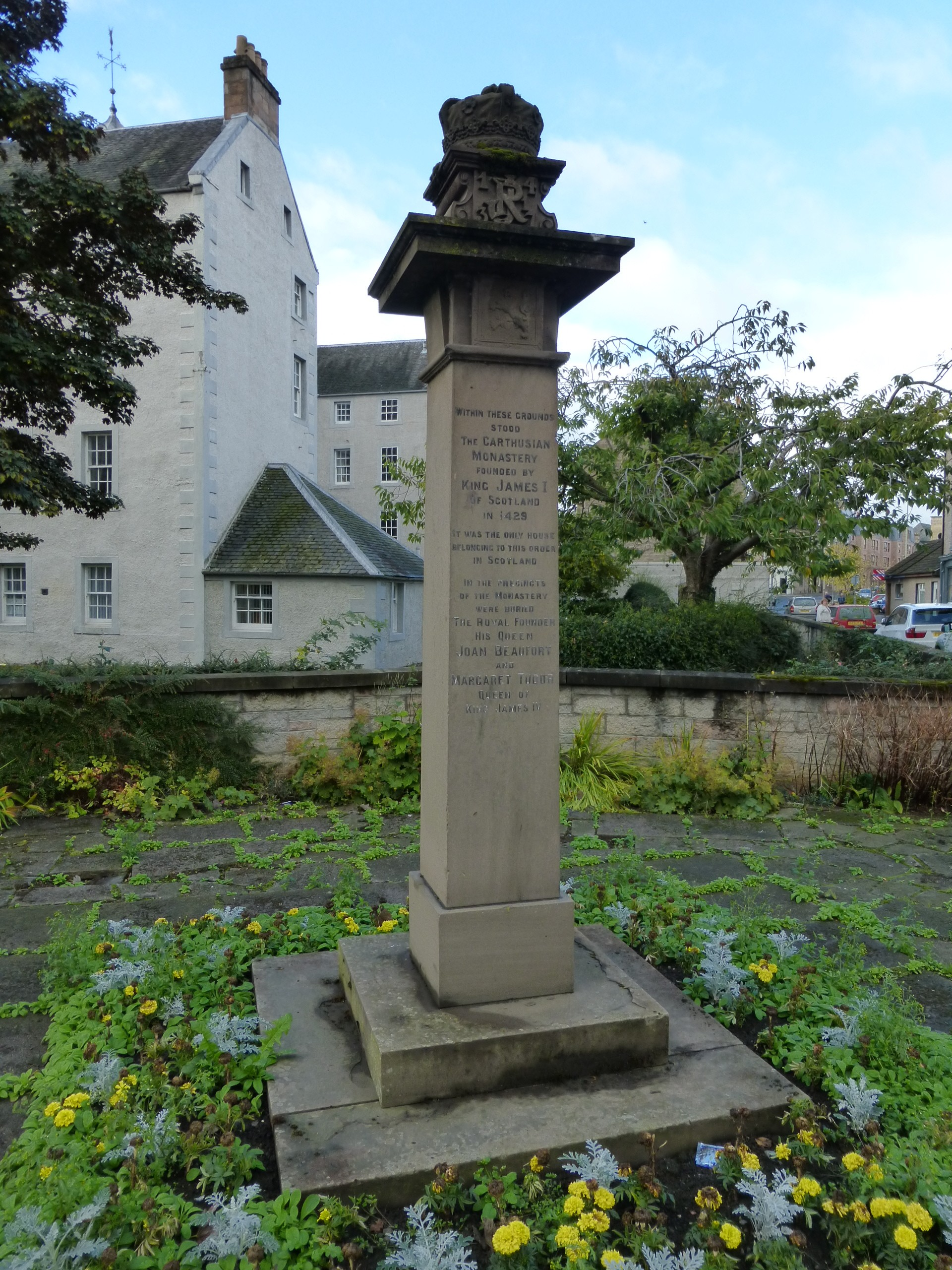
Памятник на месте монастыря

11 мая 1559 года протестанты разрушили монастырь Перта и монастыри других орденов; один из пертских братьев был убит, четверо других бежали за границу, а шестеро монахов решили остаться: двое из них, приор Адам Форман и ещё один брат, в 1567 году всё-таки бежали за рубеж. Из четырёх оставшихся в 1567 году одним был Адам Стюарт, внебрачный сын шотландского короля Якова V, некоторое время называвший себя приором. Король Яков VI предоставил недвижимое имущество монастыря городу Перту указом от 9 августа 1569 года, хотя монахи занимали монастырь вплоть до 1602 года. Окончательное упразднение монастыря в том году, вероятно, было связано с повторным изданием в 1600 году хартии короля Якова 1569 года. 

## Захоронения
- Яков I, король Шотландии (1394―1437)
- Джоан Бофорт, королева Шотландии (ок. 1404―1445)
- Маргарита Тюдор, королева Шотландии (1489―1541)